# Municipio de Fairfield (condado de Jackson)
El municipio de Fairfield (en inglés: Fairfield Township) es un municipio ubicado en el condado de Jackson en el estado estadounidense de Iowa. En el año 2010 tenía una población de 362 habitantes y una densidad poblacional de 3,88 personas por km².

## Geografía
El municipio de Fairfield se encuentra ubicado en las coordenadas 42°4′23″N 90°28′56″O / 42.07306, -90.48222. Según la Oficina del Censo de los Estados Unidos, el municipio tiene una superficie total de 93.2 km², de la cual 92,22 km² corresponden a tierra firme y (1,05 %) 0,98 km² es agua.

## Demografía
Según el censo de 2010, había 362 personas residiendo en el municipio de Fairfield. La densidad de población era de 3,88 hab./km². De los 362 habitantes, el municipio de Fairfield estaba compuesto por el 98,9 % blancos, el 0,28 % eran afroamericanos, el 0,28 % eran asiáticos y el 0,55 % eran de una mezcla de razas. Del total de la población el 0,83 % eran hispanos o latinos de cualquier raza.